# Pachylepyrium nubicola
Pachylepyrium nubicola är en svampart som beskrevs av Singer 1961. Pachylepyrium nubicola ingår i släktet Pachylepyrium och familjen Strophariaceae.   Inga underarter finns listade i Catalogue of Life.